# Giovanni Silvio de Mathio
Giovanni Silvio de Mathio zwany Siculusem (zm. w 1537) – doktor prawa, nauczyciel Zygmunta II Augusta.
Pochodził z Sycylii. Stopień doktora prawa uzyskał na Uniwersytecie w Padwie. Od 1499 r. przebywał w Polsce. Tutaj początkowo wykładał na Akademii Krakowskiej, gdzie prowadził zajęcia z literatury i języka greckiego. Uchodził za wybitnego specjalistę w zakresie prawa rzymskiego oraz znawcę greki. Wycofał się jednak z pracy na uniwersytecie ze względu na niechętną mu atmosferę. Około 1511 r. znalazł się na dworze króla Zygmunta I Starego i został pisarzem królewskim. Tutaj zyskał sobie przychylność Andrzeja Krzyckiego i dzięki temu, w 1529 r., został nauczycielem, wówczas dziewięcioletniego, następcy tronu – Zygmunta.
W okresie nauki przyszłego króla, był już osobą w podeszłym wieku i schorowaną, co odbijało się niekorzystnie na jakości zajęć.
Prof. Danuta Quirini-Popławska i prof. Kazimierz Morawski oceniali krytycznie umiejętności de Mathio jako nauczyciela następcy tronu.
Próbował pisać także wiersze.